# Абу Суфіан Хаджі Алі
 Абу Суфіан Хаджі Алі (Abu Sufian Haji Ali) (23 березня 1966, Куала-Белайт) — брунейський дипломат. Надзвичайний і Повноважний Посол Брунею в Україні за сумісництвом.

## Життєпис
У 1990 році закінчив факультет міжнародних відносин Стенфордського університету.
У 1990—1994 рр. — науковий співробітник Департаменту економіки Міністерства закордонних справ Брунею.
У 1994—1995 рр. — науковий співробітник Відділу Китаю та АСЕАН Департаменту з політичних питань МЗС Брунею.
У 1995—1998 рр. — другий секретар Постійного представництва Брунею в Організації Об'єднаних Націй та інші міжнародні організації та Всесвітній Торгові організації, Женева, Швейцарія.
У 1998—2000 рр. — перший секретар Постійного представництва Брунею в Організації Об'єднаних Націй та інших міжнародних організаціях та Всесвітній Торговій організації, Женева, Швейцарія.
У 2000—2001 рр. — Тимчасовий повірений у справах, Постійне представництво Брунею в Організації Об'єднаних Націй та інших міжнародних організаціях та у Всесвітній Торговій організації, Женева, Швейцарія.
У 2001—2004 рр. — заступник директора Департаменту з питань планування політики МЗС Брунею.
У 2004—2005 рр. — заступник директора Департаменту міжнародної організації МЗС Брунею.
У 2005—2008 рр. — заступник директора Департаменту багатосторонньої економіки МЗС Брунею.
У 2006—2007 рр. — виконувач обов'язків директора департаменту міжнародної торгівлі.
У 2006—2008 рр. — член делегації переговорів Брунею Даруссаламу з Угоди про економічне партнерство Бруней-Японія (BJEPA). Співголова групи щодо поліпшення бізнес-середовища і Глава про співпрацю в ході переговорів по BJEPA. Також брав участь у переговорах з енергетики BJEPA.
У 2006—2009 рр. — головний переговірник від Бруней-Даруссаламу з питань вільної торгівлі АСЕАН-Індія.
У 2008—2012 рр. — директор Департаменту міжнародної торгівлі.
У 2008—2012 рр. — член делегації з переговорів Брунею Даруссаламу та ASEAN по підписанню угоди з Австралією і Новою Зеландією про вільну торгівлю та участь у заключних переговорах по створенню  ЗВТ. Став співголовою Комітету з торгівлі на товари під AANZ FTA на ранній стадії реалізації ЗВТ.
У 2012—2014 рр. — Посол та Постійний представник Брунею в Організації Об'єднаних Націй та інших міжнародних організаціях, а також у Світовій організації торгівлі, Женева, Швейцарія.
З 5 липня 2013 року — Надзвичайний і Повноважний Посол Брунею в Україні за сумісництвом. Постійний представник Брунею до організації Про всеосяжну заборону ядерних випробувань (ОДВЗЯВ) і також Постійний представник в Міжнародній організації атомної енергії Агентство (МАГАТЕ) у Відні, Австрія.
У 2014—2016 рр. — заступник постійний секретар (оборонна політика та розвиток), Міністерство оборони Брунею.
З 27 жовтня 2016 року — Надзвичайний і Повноважний Посол Брунею в країнах Бенілюксу, ЄС, ОЗХЗ, Угорщини, Швеції та Данії.
З 22 лютого 2017 року — Надзвичайний і Повноважний Посол Брунею в Нідерландах.

## Нагороди та відзнаки
- Excelled Service Medal (PIKB) (2001)
- The Most Blessed Order of Setiä Negara Brunei, Fourth Class (PSB) (2006)
- The Most Honourable Order of Seri Paduka Mahkota Br unei (2010)
- Third Class (SMB) (2010)
- Long Service Medal (PKL) (2013)[9]